# Villagrán (kommun i Tamaulipas)
Villagrán är en kommun i Mexiko.   Den ligger i delstaten Tamaulipas, i den centrala delen av landet, 600 km norr om huvudstaden Mexico City. Antalet invånare är 7 005. Arean är 1 421 kvadratkilometer.
Terrängen i Villagrán är varierad.
Följande samhällen finns i Villagrán:
- General Lucio Blanco
- Garza Valdez
- San Lázaro